# 黃鰭鋸鱗魚
黃鰭鋸鱗魚，又稱黃鰭松毬、金鳍锯鳞鱼，為輻鰭魚綱金眼鯛目金鱗魚亞目金鱗魚科的其中一種，分布於印度太平洋區，從南非至夏威夷群島，北從日本南部，南至澳洲海域，棲息深度12-350公尺，本魚體淡紅色，鱗片邊緣略微暗紅色，黑色的鰓蓋骨膜，鰓蓋棘延長;魚鰭黃色，背鰭硬棘11枚;背鰭軟條13-14枚;臀鰭硬棘4枚;臀鰭軟條11-13枚，體長可達25公分，棲息在向海礁坡，白天躲在礁穴中。

## 擴展閱讀
維基物種上的相關：黃鰭鋸鱗魚